# بيتر بيكمان
بيتر بيكمان (بالإنجليزية: Petr Beckmann)‏ هو فيزيائي أمريكي، ولد في 13 نوفمبر 1924 في براغ في التشيك، وتوفي في 3 أغسطس 1993 في بولدر في الولايات المتحدة.